# Альтерація

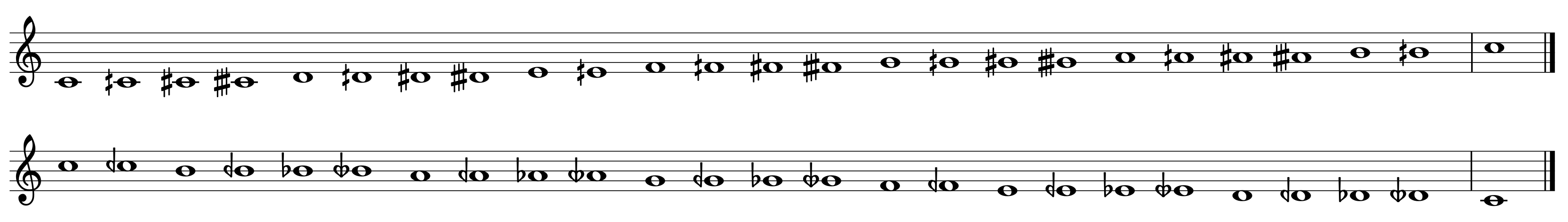
Висхідна та низхідна гама в тональності до мажор з мінімальним тональним шагом

Альтера́ція (лат. alteratio — зміна) в музиці — підвищення або пониження основних ступенів музичного звукоряду (до, ре, мі, фа, соль, ля, сі) на один чи два півтони для побудови іншого ладу або утворення іншої тональності. Альтеровані звуки, властиві тональності твору чи значної його частини, позначають ключовими знаками. В інших випадках знаки альтерації, що називаються випадковими (акцидентними), виставляють безпосередньо перед нотами, до яких вони стосуються.
| Символ | Назва (варваризм)               | Зміна тональності |
| ------ | ------------------------------- | --- |
|        | Потрійний (і більше) дієз       | {\displaystyle +1{\tfrac {1}{2}}} підвищення на півтора тону (і більше)                                                     |
| або    | Подвійний дієз (дубль-дієз)     | {\displaystyle +1} підвищення на тон                                                                                        |
|        | Півтора дієза                   | {\displaystyle +{\tfrac {3}{4}}} підвищення на три чверті тона                                                              |
|        | Бекар-дієз                      | {\displaystyle +{\tfrac {1}{2}}} підвищення на пів тона (застосувується до подвійного дієза, з подальшою заміною на дієз)   |
|        | Дієз                            | {\displaystyle +{\tfrac {1}{2}}} підвищення на пів тона                                                                     |
|        | Напівдієз                       | {\displaystyle +{\tfrac {1}{4}}} підвищення на чверть тона                                                                  |
|        | Бекар                           | {\displaystyle 0} скасування раніше призначеного знаку альтерації                                                           |
| або    | Напівбемоль                     | {\displaystyle -{\tfrac {1}{4}}} пониження на чверть тона                                                                   |
|        | Бемоль                          | {\displaystyle -{\tfrac {1}{2}}} пониження на пів тона                                                                      |
|        | Бекар-бемоль                    | {\displaystyle -{\tfrac {1}{2}}} пониження на пів тона (застосувується до подвійного бемоля, з подальшою заміною на бемоль) |
| або    | Півтора бемоля                  | {\displaystyle -{\tfrac {3}{4}}} пониження на три чверті тона                                                               |
|        | Подвійний бемоль (дубль-бемоль) | {\displaystyle -1} пониження на тон                                                                                         |
|        | Потрійний (і більше) бемоль     | {\displaystyle -1{\tfrac {1}{2}}} пониження на півтора тону (і більше)                                                      |